# المتصورة التنينية
المتصورة التنينية (بالإنجليزية: Plasmodium draconis)‏ هي من طفيليات معقدات القمة في عائلة المتصورات. المتصورة التنينية مثل كل أنواع المتصورات لها مضيفات فقارية وحشرات. المضيفات الفقارية لهذا الطفيل هي الزواحف.

## وصف
وصف تيلفورد الطفيل أول مرة في عام 1995. كل شيزونتس ينتج 4-16 مرزويت.

## التوزيع
عُثِر على هذا النوع في الفلبين وسراوق في (ماليزيا).

## المضيفون
المضيف الوحيد المعروف لهذا النوع هو السحلية الطائرة دراكو فولانز.